# Seriphidomyia rubripigemmae
Seriphidomyia rubripigemmae är en tvåvingeart som beskrevs av Fedotova 2005. Seriphidomyia rubripigemmae ingår i släktet Seriphidomyia och familjen gallmyggor. Inga underarter finns listade i Catalogue of Life.